# Arif Abd ar-Razzaq

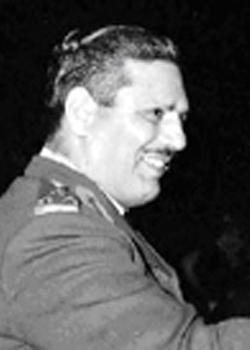

Arif Abd ar-Razzaq ou Aref Abdel Razzak (1921-2007) foi primeiro-ministro do Iraque por 11 dias em setembro de 1965. Em 17 de setembro, ele fugiu para o Egito, depois de participar de um golpe de Estado fracassado contra o presidente Abdul Salam Arif. Em 12 de junho de 1966, liderou uma tentativa fracassada de derrubar o novo governo do primeiro-ministro Abd ar-Rahman al-Bazzaz e do presidente Abdul Rahman Arif.